# Journée mondiale du lavage des mains
La Journée mondiale du lavage des mains (JMLM) est une campagne visant à motiver et à mobiliser les populations à travers le monde pour améliorer leurs habitudes quant au lavage des mains. Cette journée internationale a lieu le 15 octobre de chaque année. Elle est dédiée à la sensibilisation des populations pour se laver les mains avec du savon afin de prévenir certaines maladies. Le risque de contracter une maladie respiratoire ou intestinale peut être réduit de 25 à 50 % par ce geste.

## Arrière-plan

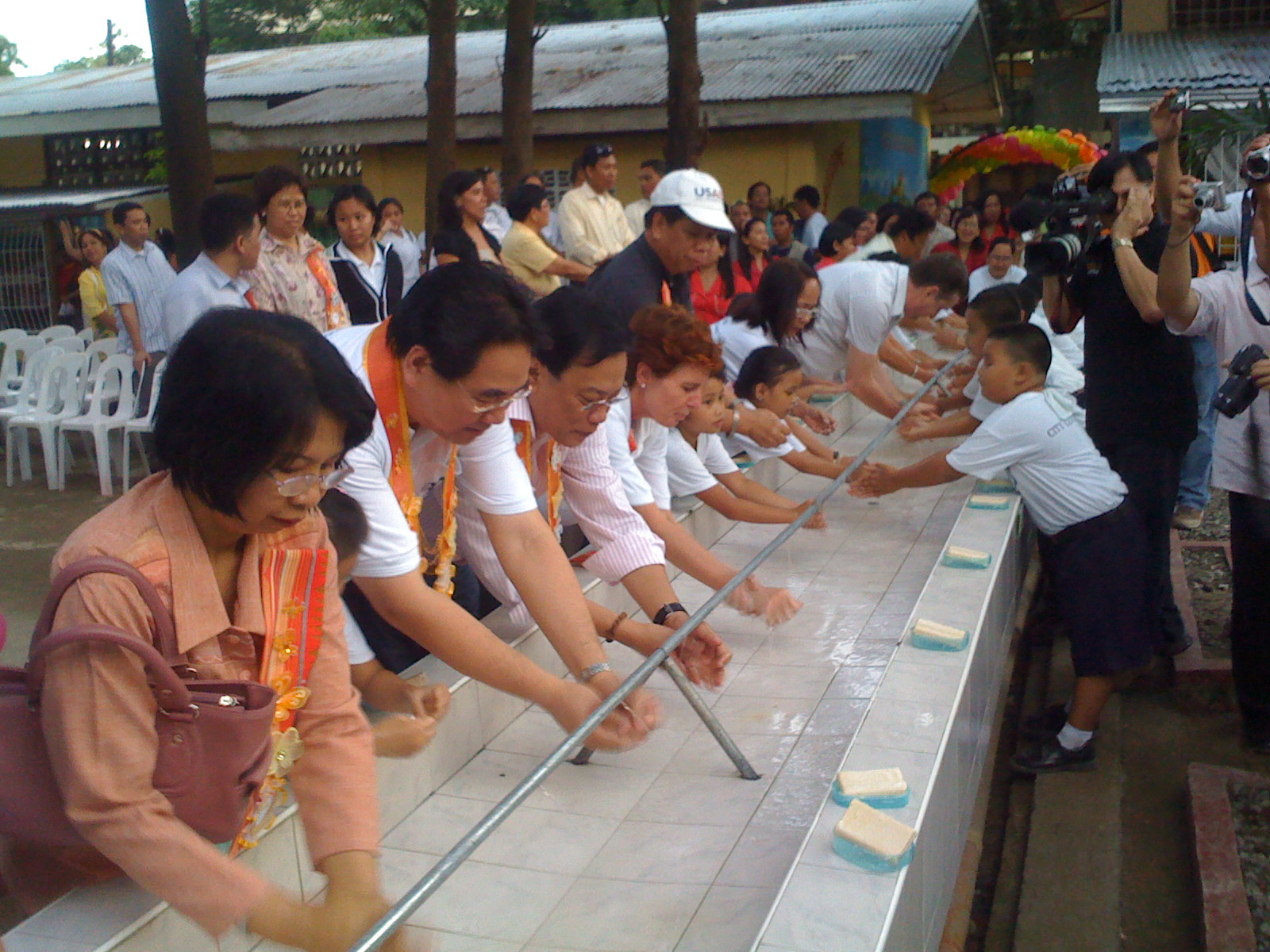
Journée mondiale du lavage des mains de 2008 avec des célébrités à l'école centrale de Cagayan de Oro, Philippines.

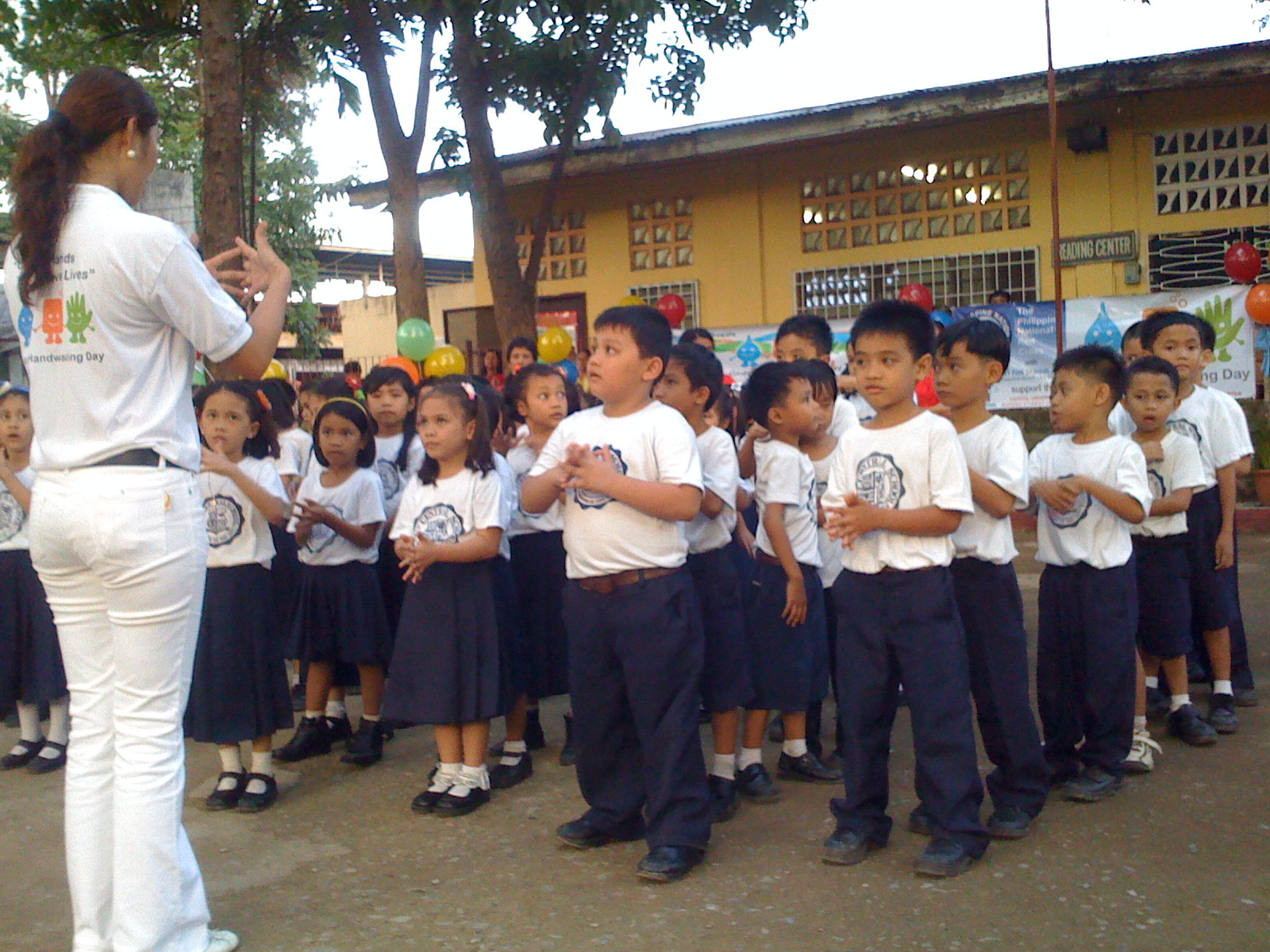
Essai à sec avec des enfants à l'école de Cagayan à Oro sur la façon de se laver les mains avec du savon lors de la Journée mondiale du lavage des mains 2008 (Philippines).

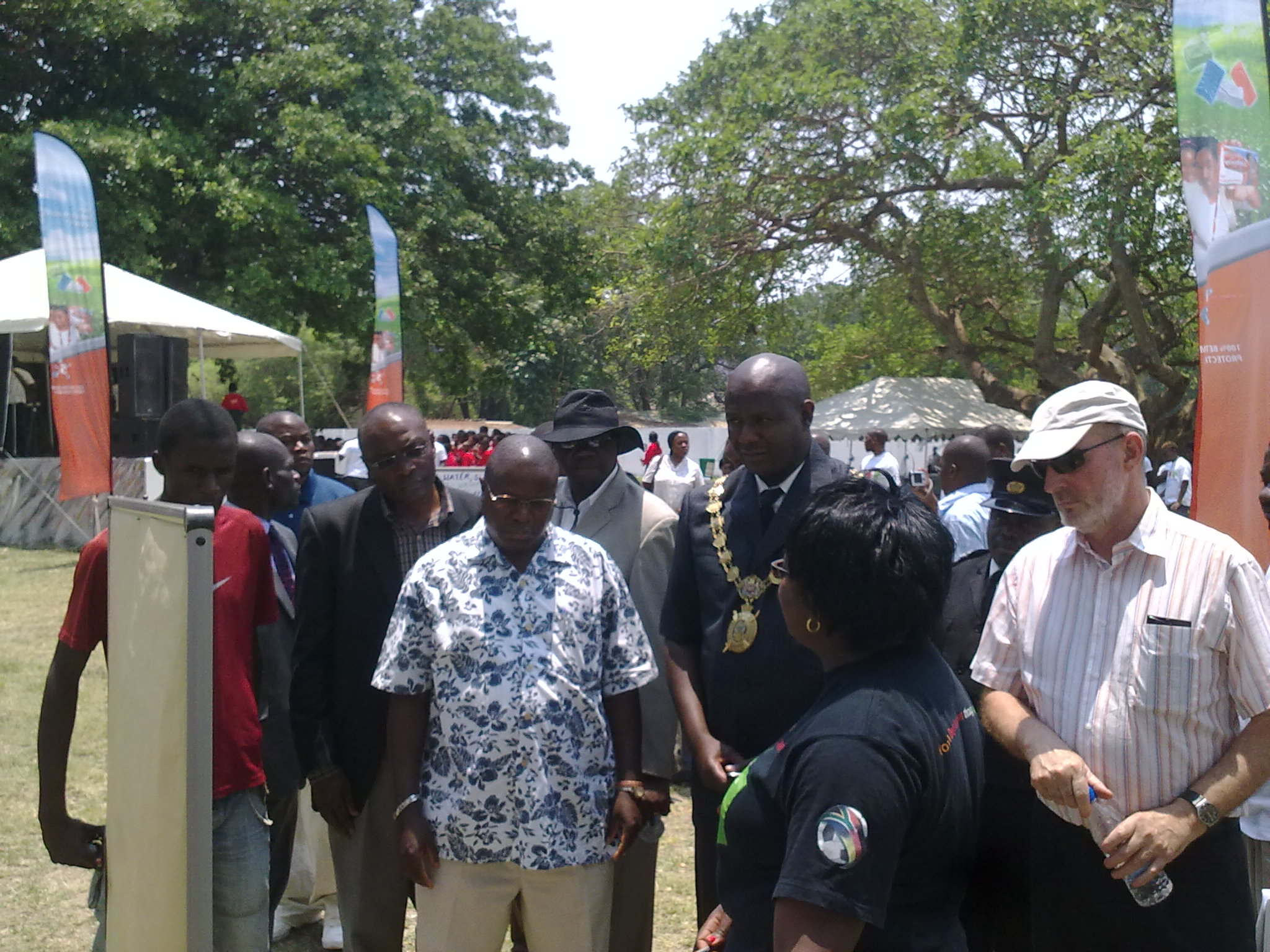
Fête de la journée mondiale du lavage des mains avec le maire de Lusaka en Zambie.

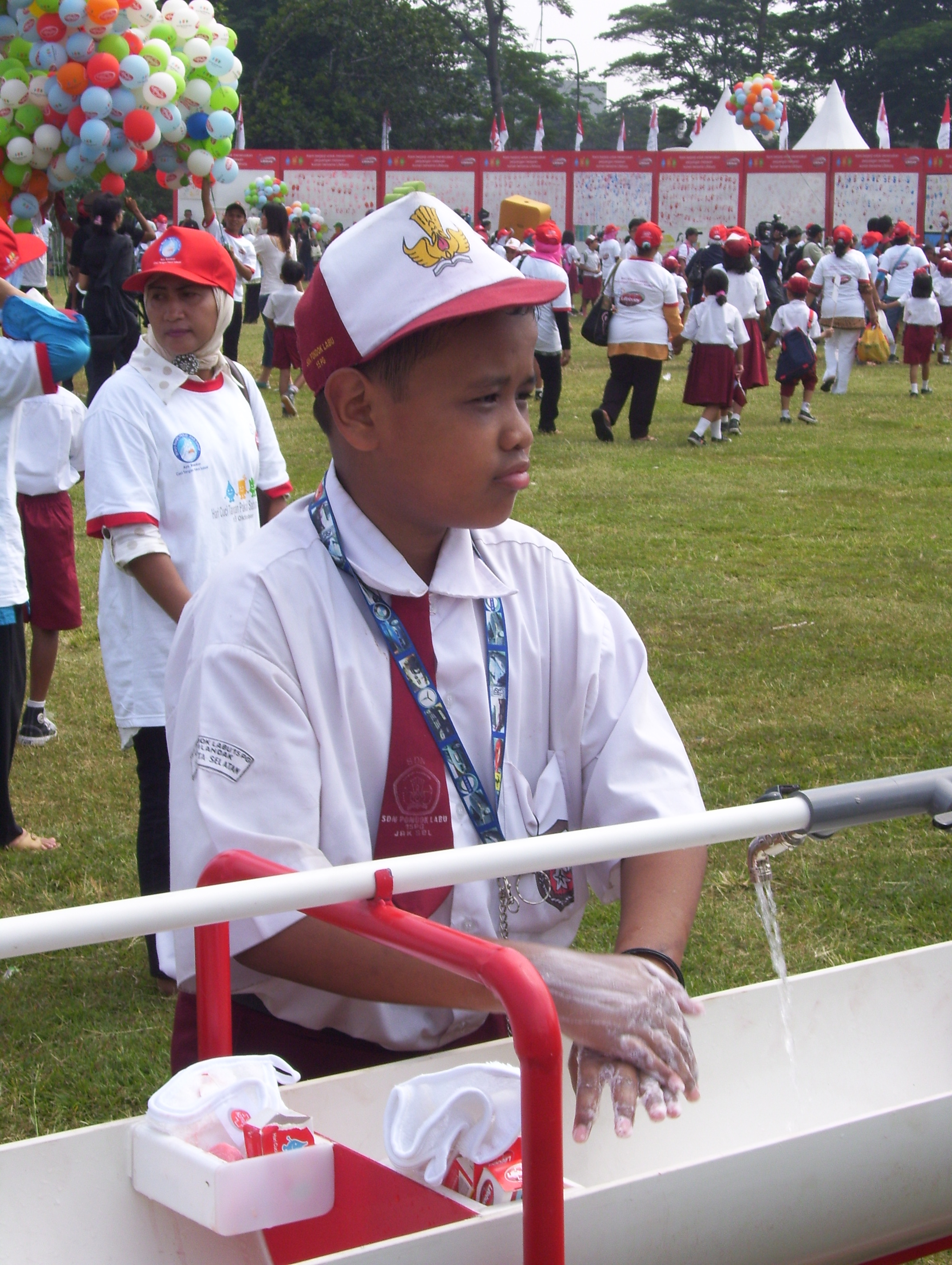
Fête de la journée mondiale du lavage des mains en Indonésie en 2008.

La campagne a été lancée[Par qui ?] afin de réduire la mortalité infantile, les maladies respiratoires et diarrhéiques par l'introduction de simples changements de comportement, tels que le lavage des mains avec du savon. Cette simple action, selon la recherche, permet de réduire le taux de mortalité de ces maladies entre 25 % et 50 %.

### Importance du lavage des mains
Le lavage des mains avec du savon est très efficace et le plus économique pour prévenir de la diarrhée et des infections respiratoires aiguës (IRA). La pneumonie, l'une des principales IRA, est la première cause de mortalité chez les enfants de moins de cinq ans, tuant près de 1,8 million d'enfants par an. La diarrhée et la pneumonie représentent près de 3,5 millions de décès d'enfants chaque année. Un lavage des mains avec du savon permettrait de réduire les diarrhées de 30 % contre 21 % pour les infections respiratoires chez les enfants de moins de cinq ans.
Il est important de rendre le lavage des mains habituel. Selon le site officiel, l'habitude de se laver les mains avec du savon avant de manger et après être allé aux toilettes permettrait de sauver plus de vies que n'importe quel vaccin ou intervention médicale, réduisant les décès dus à la diarrhée de presque la moitié et les décès dus aux infections respiratoires aiguës d'un quart. le Lavage des mains est généralement intégré avec d'autres interventions d'assainissement dans le cadre de l'eau, l'assainissement et l'hygiène (WASH) des programmes.
La JMLM favorise une prise de conscience de l'importance de se laver avec du savon en plus de rendre l'événement attractif pour les enfants. Mais elle rend aussi amusant pour les enfants à s'impliquer.
Le lavage des mains avec du savon peut sembler comme un comportement simple, mais il est rarement pratiqué à l'échelle mondiale. Ceci est dû en partie au manque de ressources tant bien que n'étant pas une habitude.

Une étude européenne réalisée par l'Institut français d'opinion publique a révélé les habitudes des européens au sujet du lavage des mains en Espagne, Italie, France, Allemagne et Royaume-Uni.
L'influence des pairs est significatif pour constater l'accroissement du lavage des mains chez les élèves. Dans une étude réalisée au Kenya, les chercheurs ont constaté que les élèves étaient beaucoup plus susceptibles de se laver les mains quand un autre élève est présent. L'influence des camarades n'est efficace que si les élèves savent que le lavage est une mesure souhaitable.

### Objectifs
Les objectifs de la Journée mondiale du lavage des mains sont les suivants :
- favoriser et soutenir une culture générale de lavage des mains avec du savon dans toutes les sociétés ;
- braquer les projecteurs sur l'état du lavage des mains dans chaque pays ;
- sensibiliser aux avantages du lavage des mains avec du savon.

## La mise en œuvre et de gestion
Le Partenariat global pour le lavage des mains (Global Handwashing Partnership, GHP ; formellement Partenariat public-privé pour le lavage des mains, PPPHW) a instauré la Journée mondiale pour le lavage des mains pour promouvoir une vision globale et locale  du lavage des mains au savon.
Les membres du comité directeur de la PPPHW comprennent Colgate-Palmolive, FHI 360, La London School of Hygiene and Tropical Medicine, Procter & Gamble, l'UNICEF, Unilever l'université de Buffalo, l'USAID, le programme Eau et Assainissement de la Banque mondiale et le Conseil de collaboration pour l'approvisionnement en eau et l'assainissement .
Une recherche continue sur les habitudes et les pratiques de lavage des mains est commandée en partenariat avec le GHD. En 2011, Svenska Cellulosa Aktiebolaget (SCA) a financé une étude sur les habitudes de lavage des mains des adultes américains et canadiens adultes, pour trouver que beaucoup n'utilisaient pas de savon se pour laver les mains.

## Activités
Chaque année, plus de 200 millions de personnes célèbrent la journée mondiale du lavage des mains

### Exemples
- Le 15 octobre 2014, Madhya Pradesh a remporté le Guinness World Record pour le plus grand programme de lavage des mains[13]. 1 276 425 enfants de cinquante-et-un districts différents y avaient participé.
- Parfois, des groupes choisissent de célébrer cette journée à d'autres dates. En Éthiopie, 300 personnes avaient célébré cette journée mondiale à Addis-Abeba le 1er novembre 2013[14].
- Des élèves de l'école élémentaire centrale de Lupok, Guiuan, Samar oriental, Philippines, durant la Journée mondiale du lavage des mains en 2015.

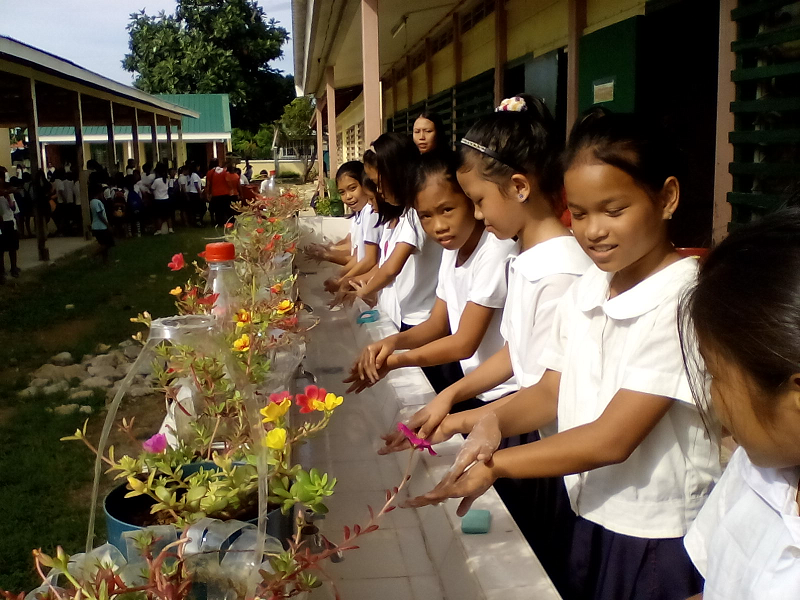
Des élèves de l'école élémentaire centrale de Lupok, Guiuan, Samar oriental, Philippines, durant la Journée mondiale du lavage des mains en 2015.

Le 15 octobre 2015, l'école élémentaire de Lupok, à l'est de la localité de Guiuan, aux Philippines, avait célébré la journée mondiale de lavage des mains en se lavant correctement les mains avant de commencer les cours.

## Histoire
La Journée mondiale du lavage des mains a été initiée par le partenariat public-privé pour le lavage des mains (PPPHW) en août 2008 à la Semaine mondiale annuelle de l'eau à Stockholm, en Suède. Cela signifie que la première Journée mondiale de lavage des mains a eu lieu le 15 octobre 2008. La date a été choisie par l'Assemblée générale de l'ONU. L'année 2008 était aussi l'Année internationale de l'assainissement.

### Thèmes
- Lors de son inauguration, en 2008, la cible principale de la Journée mondiale du lavage des mains était les écoliers. Cette année-là, les membres ont promis de permettre à un maximum d'écoliers de se laver les mains avec du savon dans plus de 70 pays. En Inde, en 2008, le légendaire joueur de cricket, Sachin Tendulkar, et ses coéquipiers ont permis à environ 100 millions d'écoliers dans tout le pays de se savonner pour la meilleure santé et une meilleure hygiène dans le cadre de la première Journée mondiale du lavage des mains[17].
- En 2014, la Journée mondiale du lavage des mains avait été une opportunité pour lutter contre la maladie à virus Ebola[18]. Au Nigeria, par exemple, Concern Universal and Carex avait sponsorisé des événements auxquels le chanteur Sunny Neji participait[19].

### Organes de financement
Voici les principaux organes de financement en 2008 : FHI360 (organisation de développement humain à but non lucratif basée aux États-Unis), Centres américains pour le contrôle et la prévention des maladies, Procter & Gamble, UNICEF, Unilever, Banque mondiale d'eau et Programme d'assainissement et l'Agence des États-Unis pour le développement international.